# Broughton (Illinois)
Broughton és una població dels Estats Units a l'estat d'Illinois. Segons el cens del 2000 tenia 193 habitants.

## Demografia
Segons el cens del 2000, Broughton tenia 193 habitants, 82 habitatges, i 56 famílies. La densitat de població era de 38,8 habitants/km².
Dels 82 habitatges en un 30,5% hi vivien nens de menys de 18 anys, en un 52,4% hi vivien parelles casades, en un 12,2% dones solteres, i en un 31,7% no eren unitats familiars. En el 30,5% dels habitatges hi vivien persones soles el 19,5% de les quals corresponia a persones de 65 anys o més que vivien soles. El nombre mitjà de persones vivint en cada habitatge era de 2,35 i el nombre mitjà de persones que vivien en cada família era de 2,91.
Per edats la població es repartia de la següent manera: un 26,9% tenia menys de 18 anys, un 7,3% entre 18 i 24, un 21,2% entre 25 i 44, un 23,8% de 45 a 60 i un 20,7% 65 anys o més.
L'edat mediana era de 40 anys. Per cada 100 dones de 18 o més anys hi havia 83,1 homes.
La renda mediana per habitatge era de 19.500 $ i la renda mediana per família de 21.250 $. Els homes tenien una renda mediana de 27.250 $ mentre que les dones 16.875 $. La renda per capita de la població era d'11.926 $. Aproximadament el 31% de les famílies i el 27,2% de la població estaven per davall del llindar de pobresa.

## Poblacions properes
El següent diagrama mostra les poblacions més properes.